# Fundus
Fundus és una paraula llatina que primitivament significava el fons d'alguna cosa i entre elles del substrat sòlid de la terra arable; després es va aplicar a la terra (a les grans propietats romanes) amb les construccions incloses.
Les terres de ciutats eres els aedes (també s'usava domus com equivalent), les terres rurals les villae, les areas eren les zones de ciutat sense edificacions i l'ager era la terra rural sense edificacions. Així els fundus eren els ager cum aedificis (terra rural amb edificis).